# Tervuren
Tervuren (fr. Tervueren) – miejscowość i gmina (gemeente) w Belgii, w Regionie Flamandzkim, w prowincji Brabancja Flamandzka, w okręgu Leuven. 1 stycznia 2024 roku liczyła 23 077 mieszkańców. Całkowity obszar gminy wynosi 33,62 km², przy średniej gęstości zaludnienia 686 mieszkańców / km². Oficjalnym językiem w Tervuren jest niderlandzki.

## Podział administracyjny
W skład gminy wchodzą dwie dzielnice (deelgemeente):
- Duisburg
- Vossem

## Współpraca
Miejscowości partnerskie:
- Dachau, Niemcy
- Kloster Lehnin, Niemcy
- Renkum, Niderlandy